# Forsstroemia cryphaeoides
Forsstroemia cryphaeoides är en bladmossart som beskrevs av Jules Cardot 1909. Forsstroemia cryphaeoides ingår i släktet Forsstroemia och familjen Leucodontaceae. Inga underarter finns listade i Catalogue of Life.